# 말하는 건축가
말하는 건축가는 2012년 3월 8일에 개봉된 독립 영화이다. 정재은이 각본과 감독을 맡아 공공건축의 획을 그은 건축가 정기용의 삶의 철학과 그의 마지막 여정을 담은 다큐멘터리이다.

## 줄거리
말하는 건축가는 정기용이 대장암과의 사투 중에 자신의 마지막 건축 전시회를 준비하는 수 개월간의 과정을 중심으로 '무주 공공프로젝트', '기적의 도서관' 등 그의 평생의 작품 세계를 따라가면서, "건축은 형태와 공간을 만드는 것이 아닌 사람들의 삶을 조직하는 것이 핵심이다."라는 정기용의 건축 철학과 한국 사회와 공공 건축의 현실, 공공성의 회복문제 등을 담아내고 있다.

## 등장 인물
- 정기용
- 승효상
- 유걸

## 같이 보기
- 무주등나무운동장